# Manilla Road
Manilla Road — американская хеви-метал-группа, основана в 1977 году. Состав группы менялся много раз, единственным постоянным участником является гитарист и вокалист Марк Шелтон (англ. Mark Shelton). «Золотым» считается состав, в котором группа существовала с 1984 по 1990 годы — Шелтон (гитара, вокал), Скотт Парк (бас-гитара), Рэнди Фокс (ударные, гитара, клавишные).
Ранний стиль Manilla Road можно описать как хард-рок с влиянием психоделических групп 70-х годов, таких как Hawkwind. Но к середине 80-х годов музыка становится более жёсткой, и характеризуется как хэви-метал и пауэр-метал. Эпизодически на творчество группы влияли и другие поджанры металла, такие как трэш (альбом Out of the Abyss) или дум-метал (альбом Spiral Castle). Тексты песен в основном написаны под влиянием литературы фэнтези (произведения Эдгара По, Говарда Лавкрафта, Роберта Говарда, Клайва Баркера), а также затрагивают исторические темы и европейскую мифологию. Сами музыканты называют свой стиль «эпический метал» (англ. epic metal).

## История группы

### Ранние годы (1977-1984)

#### Образование группы и первое демо
Марк Шелтон начал заниматься музыкой ещё в 5-летнем возрасте. В школе он играл в группе Embryo на ударных. После окончания средней школы молодой Шелтон решил основать в своём родном городе Вичита (штат Канзас) группу вместе со своими друзьями. В первый её состав вошли: Марк Шелтон (вокал, гитара), Скотт Парк (англ. Scott Park, бас-гитара), Роберт Парк (англ. Robert Park, гитара, младший брат Скотта Парка) и Бенни Менкирс (англ. Benny Munkirs, ударные).
Название Manilla Road было придумано, по словам Шелтона, им и Бенни Менкирсом «однажды вечером, когда мы пили за кухонным столом и смотрели "Летающий цирк Монти Пайтона"». Для них это словосочетание означало «Дорога света».
Этот состав начинает репетировать и давать концерты, но вскоре ударник меняется, им становится Майлс Сайп (англ. Myles Sype). С ним группа записывает своё первое демо в 1979 году, в него вошли 3 песни: Far Side of the Sun, Herman Hill и Manilla Road. Это демо было растиражировано в количестве менее 100 экземпляров, и, возможно, не дошло до наших дней. Песня Herman Hill стала первой композицией Manilla Road, попавшей на радио в Вичита.
После записи демо из группы уходит Роберт Парк, а ударником вместо Майлса Сайпа становится Рик Фишер (англ. Rick Fisher), с которым Марк Шелтон вместе учился в высшей школе. В таком составе (Шелтон — гитара и вокал, Рик Фишер — ударные, Скотт Парк — бас) группа просуществовала до 1984 года и записала свои первые четыре альбома (включая изданный через 20 лет Mark of the Beast).

#### Первые альбомыInvasionиMetal
После того, как музыканты поняли, что им сложно будет найти лейбл, который бы хотел издавать их музыку, они основали свою собственную независимую фирму Roadster Records. На ней в 1980 году вышел дебютный альбом Invasion. Альбом был записан в студии почти без наложений, «вживую», и представлял собой хард-рок с примесью «космической» музыки Hawkwind. Марк Шелтон сейчас оценивает этот альбом не очень высоко, считая, что на тот момент группа ещё не имела представления о том, какую музыку она хочет играть.
Тем не менее, на Invasion уже появились отголоски будущего стиля Manilla Road. Сам Шелтон отмечает композицию The Empire, 13-минутный эпик с фэнтезийным текстом. А композицию Far Side of the Sun группа позже перезаписала для альбома Metal и играла на концертах даже в конце 80-х годов (она вошла в концертный альбом Live Roadkill).
Именно после выхода дебютного альбома Марк Шелтон в интервью назвал стиль группы «эпическим металом».
Группа даёт концерты, играя только свой оригинальный материал, и становится популярной в своём родном штате. В 1981 году она приступает к записи второго альбома под названием Dreams of Eschaton. Материал этого альбома был по-прежнему отмечен сильным влиянием психоделики, и в итоге группа осталась им недовольна и решила не выпускать, поскольку в то время Шелтон хотел играть более жёсткую музыку. Этот альбом появился в виде CD-бутлега Dreams of Eschaton в конце 90-х годов, а в 2002 году был издан официально под названием Mark of the Beast.
В 1982 году выходит второй официальный альбом Metal. Вопреки названию, музыку на нём нельзя назвать металом в том смысле, в котором этот термин понимается сегодня. Однако на нём уже начало более явственно проявляться то, какую музыку группа хочет играть. Появились длинные и сложные "эпические" композиции (такие как Metal и Cage of Mirrors), а также фэнтезийная лирика (к примеру, песня Queen of the Black Coast основана на одноимённом рассказе Роберта Говарда). Также одним из фирменных знаков группы стал назальный вокал Марка Шелтона, меняющийся от высоких "распевок" до хриплого пения.

#### Crystal Logicи рост популярности
К 1982 году Manilla Road становятся локальными знаменитостями, и промоутеры начинают обращать на них внимание и организовывать выступления с такими группами как Ted Nugent и Krokus.
В 1983 году композиция Flaming metal system попадает на компиляцию фирмы Shrapnel Records US Metal. Это был сильный трек и лучшая песня на всей компиляции. В том же году выходит альбом Crystal Logic, который считается первым альбомом, выполненном в классическом стиле группы: эпические треки, характерный вокал Шелтона и особая атмосфера, присущая только Manilla Road. Это был первый альбом, который распространялся не только в США, но и в Европе.
Crystal Logic приносит группе успех. На одной из радиостанций в Нидерландах он был назван альбомом года. В том же году группа выступает в родном городе Вичита на конкурсе групп перед 6000 зрителей, и выигрывает первое место.

### В классическом составе (1984-1992)

#### Уход Рика Фишера и приход Рэнди Фокса
В 1984 году группа начинает писать песни для нового альбома. Ударник Рик Фишер счёл новые песни слишком жёсткими и быстрыми для себя, и решил покинуть группу.
На смену Фишеру приходит Рэнди Фокс (англ. Randy Foxe), музыкант, помимо ударных, игравший на гитаре, бас-гитаре и клавишных. В то время он был гитаристом в одной из местных групп, и был согласен стать ударником только при условии, что найдёт гитариста лучше себя. После короткого прослушивания Рэнди становится членом группы. Его агрессивный и техничный стиль игры стал одной из фирменных "фишек" Manilla Road.

#### Open the GatesиThe Deluge
Crystal Logic стал последним альбомом группы, вышедшим на их собственном лейбле Roadster Records. После его выхода Manilla Road подписали контракт со французским лейблом Black Dragon, на котором в 1985 году выходит следующий альбом Open the Gates. С приходом Фокса музыка стала ещё жёстче, а тексты в альбоме в основном были вдохновлены легендами о короле Артуре и скандинавской мифологией.
Благодаря хорошему продвижению лейбла Open the Gates стал одним из самых известных альбомов группы. До сих пор многие фаны считают его самым лучшим в дискографии Manilla Road.
В 1986 выходит The Deluge - диск, продолживший линию Open the Gates. Заглавная композиция альбома, состоящая из трёх частей, была посвящена гибели Атлантиды. Марк Шелтон считает The Deluge одним из лучших альбомов группы. На нём впервые в полной мере проявились способности Рэнди Фокса как ударника, поскольку материал предыдущего альбома Open the Gates был написан в основном без его участия.

#### MystificationиOut of the Abyss. Концертный альбом
Во второй половине 80-х Шелтон начинает интересоваться мрачными сторонами мифов и исторических событий, и это находит отражение в текстах песен.
Альбом 1987 года Mystification в основном был основан на произведениях Эдгара По. Этот альбом был записан в  студии Эла Грина в Мемфисе, и музыканты остались очень недовольны звуком. Рецензент Allmusic считает Mystification намного слабее предыдущих трёх альбомов. Однако поклонники группы не были им разочарованы, и считают последним альбомом Manilla Road в "классическом" стиле до распада группы в 1990 году.
Во время тура в поддержку Mystification группа записала несколько выступлений на 4-дорожечную плёнку. На основе этих записей в 1988 году выходит концертный альбом Live Roadkill. По настоянию лейбла к песням добавили дополнительный шум толпы, но кроме этого, на записи ничего не меняли.
В том же году Manilla Road выпускают альбом Out of the Abyss. Музыка в этом альбоме испытала сильное влияние трэш-метал, она сочеталась с текстами, основанными на произведениях Клайва Баркера (Midnight Meat Train), мифах о Ктулху, истории Джека-потрошителя (Whitechapel) и других подобных мрачных сюжетах.
Альбом получил плохие рецензии, из-за изменения стиля группу стали обвинять в "продажности". Тем не менее, Марк Шелтон называет его одним из своих любимых в дискографии Manilla Road. Тур в поддержку Out of the Abyss он назвал "последним хорошо проведённым временем с этим составом Manilla Road (англ. "...the last good times that I really had with Manilla Road with this line-up of musicians."

#### The Courts of Chaosи распад классического состава
К концу 80-х годов в группе нарастают проблемы. Manilla Road так и не сумели добиться коммерческого успеха, у лейбла Black Dragon также были трудности, поэтому он даже не имел возможности организовать для группы тур по Европе. Также в самой группе появились проблемы в отношениях между басистом Скоттом Парком и ударником Рэнди Фоксом.
В 1990 году группа записывает альбом The Courts of Chaos. Как вспоминает Марк Шелтон, процесс записи альбома был очень трудным для него из-за тяжёлых отношений между Скоттом и Рэнди, которые отказывались находиться в студии вместе, а если и находились, то не разговаривали друг с другом.
В музыкальном плане альбом представляет собой смесь из "старой", эпической Manilla Road, и "нового" звучания с элементами трэша, которые проявились на двух предыдущих записях. Отличительной чертой The Courts of Chaos стало активное использование клавишных, на которых сыграл ударник Рэнди Фокс. Он также записал вторую гитару, а вместо ударных использовал драм-компьютер. Также в альбом вошла композиция «D.O.A.», кавер-версия хард-роковой группы 70-х Bloodrock - единственная записанная чужая песня в истории Manilla Road.
The Courts of Chaos не получил практически никакой поддержки от лейбла, и соответственно имел очень небольшой успех. После его выхода группа дала несколько концертов, на которых, по воспоминания Рэнди, он одной рукой играл на ударных, а второй на клавишных. Но из-за напряжённых отношений в группе она не могла функционировать нормально. Тогда Шелтон принимает решение распустить Manilla Road до тех пор, пока отношения между Скоттом и Рэнди не наладятся. Но этого так и не случилось, и в 1992 году "золотой" состав группы прекращает своё существование.

### The Circus Maximus и одноимённый альбом (1992-1994)
После распада Manilla Road Марк Шелтон создаёт новый проект под названием The Circus Maximus. В него, помимо Шелтона, вошли басист и клавишник Эндрю Косс англ. Andrew Coss и ударник Аарон Браун англ. Aaron Brown. В 1992 году эта группа заключает контракт с Black Dragon и выпускает альбом. Однако фирма решает выпустить его под названием Manilla Road в надежде на больший коммерческий успех. Шелтон остался недоволен этим решением, и всегда подчёркивал, что это не альбом Manilla Road.
Материал для альбома The Circus Maximus писали все участники группы, причём каждый сам пел свои песни. Этим объясняется разнообразие альбома и сильное отличие его от Manilla Road. Если песни Шелтона напоминают традиционный материал Manilla Road, то композиции Косса ближе к хард-року и AOR, а сочинения Аарона Брауна трудно отнести к какому-то определённому стилю.
Даже после выхода альбома этот состав продолжал несколько лет давать концерты под названием The Circus Maximus. По словам Марка Шелтона, это должен был быть единоразовый проект, и никто из музыкантов не предполагал, что он просуществует так долго. В 1994 году группа распадается.

### Воссоединение. Уход Рэнди Фокса (1994-2000)
После распада The Circus Maximus Марк Шелтон воссоединяется с Рэнди Фоксом. Группа начинает репетировать и даже даёт несколько локальных концертов под названием Manilla Road. Басистом становится Харви Патрик (англ. Harvey Patrick), брат дорожного менеджера группы Брайана Патрика.
Вскоре Харви покидает группу из-за конфликтов с Рэнди Фоксом. Марк и Рэнди решают записать новый альбом. Но процесс затянулся из-за того, что Фокс был занят другой работой и не мог записать ударные. Тогда Шелтон и Брайан Патрик начинают сами записывать новый материал с басистом Марком Андерсоном (англ. Mark Anderson) и драм-компьютером.
Во время записи альбома группу пригласили выступить в Германии на фестивале Bang Your Head. Как рассказывает Шелтон, изначально все участники группы были "за" этот концерт, и он дал администрации фестиваля своё согласие, но через несколько дней Рэнди Фокс позвонил ему и сказал, что он не поедет и группа должна отменить это выступление. Но Марк считал, что участие в фестивале было очень важным событием для группы, поэтому его нельзя было отменять. Поэтому он сказал Фоксу, что если тот не поедет, на его месте будет играть другой барабанщик. Рэнди был рассержен на это и покинул группу. Для фестиваля барабанщиком становится Трой Олсон.
В 2001 году выходит альбом Atlantis Rising, посвящённый легендам об Атлантиде и связи её с древними культурами. Hellroadie в этом альбоме также взял на себя часть вокала, его грубый, на грани с гроулингом, низкий вокал резко контрастировал с высоким, пронзительным голосом Шелтона.
В связи с переходом Hellroadie на роль вокалиста место за ударными занимает Корри Храйстнер. В 2002 году выходит альбом Spiral Casttle, на котором группа обратилась к своим истокам, и альбом получился очень медленным, по звучанию похожим на дум-метал, с явными психоделическими влияниями. Для создания как можно более мистической, оккультной атмосферы группа воспользовалась силами приглашённого скрипача.
Гастрольная деятельность возрождённой Manilla Road не слишком насыщенна, но группа регулярно даёт концерты на андегранудных металлических фестивалях.
В 2005 году увидел свет альбом Gates of Fire, на котором музыканты решили отойти от психоделического звучания предыдущего альбома, и работа вышла более прямолинейно-металлической, хотя разумеется не обошлось и без пространных эпических композиций со сложными аранжировками. Работа делилась на три части, на три цикла композиций. Первая трилогия песен повествовала о Конане-Варваре, вторая об истории Рима, а третья о подвиге спартанского царя Леонида, погибшего, встав на пути огромного персидского войска со своей гвардией.
Вскоре после записи «Gates of fire» из группы уходит Брайан «Hellroadie» Патрик.
Весной 2008 года вышел альбом Voyager, записанный в составе трио Марк Шелтон (гитара\вокал), Харви Патрик (бас\вокал) и Корри Крайстнер (ударные). Музыкально альбом представлял собой нечто среднее между двумя предыдущими работами, динамичный и агрессивный, но с явным привкусом психоделии. «Voyager» можно считать концептуальным альбомом — тексты песен основаны на скандинавской мифологии.
Следующий альбом «Playground the Damned» увидел свет 15 июля 2011 года. Помимо Шелтона (вокал, 6 и 12-струнная гитара), партии лидирующего вокала исполнил вернувшийся в группу Hellroadie. Также в записи участвовал ударник Крайстнер, а на бас-гитаре сыграли в разных композициях E.C. Hellwell и Винс Голман. Альбом отличался очень мрачным и тяжёлым звучанием, а лирика была в большинстве песен посвящена тематике хоррора. Так композиция Fire of Asshurbanibal основана на одноимённом классическом рассказе Роберта Говарда.
Вскоре Manilla Road ждали очередные перемены состава. Место Крайстнера за ударными занял немецкий музыкант Андреас Нейдерт, до этого принимавший участие во множестве малоизвестных андерграундных коллективов, а также бывший дизайнером официального сайта Manilla Road. Бас-гитаристом стал Джош Кастилло.
Лето и осень 2012 года группа провела турне, в ходе ходе которого выступила в Финляндии, Швеции, Англии, Греции, а также в США и Канаде.
В сентябре 2012 года вышел дебютный альбом проекта Hellwell «Beyond the Boundaries of Sin» в записи которого приняли участие Шелтон, Hellroadie и Джош Кастилло. Песни вошедшие в альбом должны были стать продолжением альбома 2011 года Playground the Damned, но были выпущены под новым названием. От звучания самой Manilla Road саунд Hellwell отличается более активным использованием клавишных.
В 2013 и 2015 годах Manilla Road выпустили альбомы «Mysterium» и «The Blessed Curse».

### Смерть лидера группы
Марк "Акула" Шелтон умер 27 июля 2018 года. На данный момент дальнейшая судьба Manilla Road неизвестна.

## Состав

### Действующие участники
- Mark «The Shark» Shelton — гитара, вокал
- Bryan «Hellroadie» Patrick — вокал
- Andreas Neuderth — ударные
- Josh Castillo — бас-гитара

## Дискография
- Invasion — 1980
- Metal — 1982
- Crystal Logic — 1983
- Open the Gates — 1985
- The Deluge — 1986
- Mystification — 1987
- Roadkill — 1988 (концертный альбом)
- Out of the Abyss — 1988
- The Courts of Chaos — 1990
- The Circus Maximus — 1992 (соло-проект Марка Шелтона)
- Atlantis Rising — 2001
- Spiral Castle — 2002
- Mark of the Beast — 2002 (записан в 1981)
- Gates of Fire — 2005
- Voyager — 2008
- After Midnight Live — 2009 (концертный альбом, записан KMUW Radio Studios в 1979)
- Playground of the Damned — 2011
- Mysterium — 2013
- The Blessed Curse — 2015

В России большая часть альбомов Manilla Road переизданы по лицензии лейблом Irond.

### Интервью
- Интервью c Марком Шелтоном для Metal Temple  (недоступная ссылка с 12-08-2013 [4356 дней] — история, копия) (англ.)
- Интервью с Hellroadie Архивная копия от 21 августа 2008 на Wayback Machine (англ.)
- Интервью с Марком Шелтоном для Metal-District (недоступная ссылка) (нем.)